# Jérôme Monnet
Jérôme Monnet (Bourg-en-Bresse, 19 settembre 1975) è un ex cestista francese.

## Palmarès
- Coppa di Francia: 1

Digione: 2006
- Semaine des As: 1

Digione: 2004